# Cernadilla
Cernadilla – gmina w Hiszpanii, w prowincji Zamora, w Kastylii i León, o powierzchni 36,12 km². W 2011 roku gmina liczyła 163 mieszkańców. Jest to gmina w której między innymi zmarł piłkarz  Diogo Jota.